# 恩典
基督教神學裡，恩典或譯恩宠（拉丁語：gratia）就是上帝自發地賜予人類的「禮物」，特點是「慷慨」、「白白賜予」、「完全出乎意料」並且是「人們不配得的」。 恩典一詞，最早出現於《舊約聖經》第一卷書《創世記》中，原文為希伯來文，解作「恩惠、慈愛」， 而《新約聖經》原文是由使徒和傳道人以「通用希臘語」（又稱「新約希臘語」）寫成，在通用希臘文中，「恩典」(χάρις)一詞解作「禮物、恩惠」，亦就是上帝對罪人的愛。 聖經相信罪人只能藉恩典得拯救。由於恩典就是上帝給予人類的「禮物」，所以這愛是人類不配得到的。 

## 聖經經文

### 旧约
七十士译本将希伯来语中表示“好意”的词根翻译成“恩典”，例如创世纪6:8中描述上帝将诺亚从大洪水中救出的部分。旧约中使用“恩典”一词包括恩典的许多行为，例如对穷人的善意和慷慨。关于上帝恩典的描述在旧约中十分丰富，例如出埃及记34、申命记7:8和民数记6:24-27。在诗篇中，上帝恩典的例子包括颁布律法（诗篇119:29）和回答祷告者（诗篇27:7）。另一个例子出现在诗篇85中叙述被掳巴比伦后一个祈祷上帝宽恕的祷告者的故事。

### 新约
在新约圣经里，“恩典”一词通常是希腊语词汇的英语翻译，这个词在新约里大约出现了150次，其中三分之二出现在保罗的作品里。提多书2:11中提到：“因为神救众人的恩典，已经显明出来”（For the grace of God has appeared for the salvation of all people.），以弗所书2:8提到“你们得救是本乎恩，也因着信，这并不是出于自己，乃是神所赐的。”（For by grace you are saved through faith, and this is not from yourselves; it is God's gift.）自从早期基督教时期，神学家们就发展和阐明了这样一个概念。

## 不同教派的立场
不同教派对恩典的认知持有不同的看法。天主教、东正教相信圣事（或称“圣礼”）对于信徒得到恩典的重要性；而大部分新教教派，如浸信会等，认为对上帝的信仰对于得到救赎恩典才是最重要的，即“因信称义”、“唯独信仰”。
恩典的概念被认为是“天主教和新教、加尔文主义和阿民念主义的分水岭”。天主教认为，圣事是信徒获得恩宠的最方便的办法，而新教普遍不这么认为。加尔文主义者强调“人除了恩典，将一无所助”（the utter helplessness of man apart from grace.）；而阿民念主义者将上帝的恩典理解为与一个人的能力和意志有关，即先行恩典。基督教神学家查尔斯·C·莱利（Charles C. Ryrie）认为，现代的自由主义给了人一种夸大的能力来让他决定他自己的命运、影响他的得救，而非上帝的恩典，不过他仍然写到保守主义者坚持上帝的恩典对于得救的重要性。

### 路德宗
宗教改革家馬丁·路德和路德宗信徒相信：「恩典」意味著上帝對人類充滿慈悲，祂因著耶穌基督而慈悲對待所有人，寬恕人所有的罪惡，不將「罪」歸咎於人，也不願以「永遠的死亡」施懲罰。「因基督的緣故，寬恕罪惡，當中上帝遮蓋所有的罪過。這就是恩典。」